# José Ignacio Zenteno
José Ignacio Zenteno (28 juillet 1786 à Santiago du Chili - 16 juillet 1847 dans la même ville) est un héros des guerres d'indépendance en Amérique du Sud ainsi qu'un militaire (général et officier de marine) et homme politique (député, gouverneur et ministre) chilien.

## Biographie
Après ses études de droit, il s'engage dès le début dans les guerres d'indépendance en Amérique du Sud. En 1814, il est le secrétaire particulier du Director Supremo Francisco de la Lastra. Après la défaite de Rancagua, il émigre en Argentine, à Mendoza avec les autres patriotes. Là, il est nommé secrétaire au trésor de la province. Il se rapproche de José de San Martín. Après la recréation de l'armée patriote chilienne, il participe à la seconde bataille de Cancha Rayada puis à la Bataille de Maipú en 1817 et 1818.
D'abord gouverneur de Valparaíso, il devient Secrétaire à la Guerre et à la Marine du Director Supremo Bernardo O'Higgins. À ce titre, il réorganise la marine chilienne qu'il confie à Thomas Cochrane.
En 1822, il quitte son poste ministériel mais conserve des fonctions au sein de l'administration militaire jusqu'à la fin de sa vie. Il est aussi nommé à nouveau gouverneur de Valparaíso.
Il est un des fondateurs et des rédacteurs en chef d’El Mercurio de Valparaíso.